# Treballador domèstic
Un treballador domèstic és la persona que treballa en tasques domèstiques, tant si és assalariada com si no ho és. De vegades viu a la casa de l'empresari i rep el nom d'intern o interna. També rep el nom genèric de servei o servei domèstic. Segons l'Organització Internacional del Treball es defineix al treball domèstic com a "treball realitzat per a dins d'una llar o diverses llars". Alguns tasques o especialitats dels treballadors domèstics són les següents: cambrer, criat, cuiner, guarda, hoste, jardiner, majordom, servent, vigilant o xòfer.
Els treballadors domèstics solen tenir males condicions laborals, tant en salaris, horaris com manca de contractació legal, sense seguretat i salut laboral, sense drets a l'assegurança de desocupació i cotització per a la seguretat social i la pensió de jubilació. En alguns casos s'arriba a condicions de semiesclavitud. Fins i tot, en el cas de les dones corren el risc de ser víctimes d'explotació i assetjament sexual.

## Història
Històricament el treballador domèstic està vinculat a l'esclavitud, el colonialisme i altres formes de servitud. En l'actualitat és un fenomen mundial que perpetua les jerarquies basades en la raça, l'origen ètnic, el gènere, la pertinença a un grup autòcton, la casta i la nacionalitat.
Segons les estadístiques de l'Organització Internacional del Treball el 90% dels treballadors domèstics en l'actualitat al món són dones.
Els treballadors domèstics, a diferència dels serfs i dels esclaus, reben un salari, ja sigui en espècie (llit, aliments, roba), ja sigui en metàl·lic (retribució econòmica) o ambdues coses, i poden renunciar a la feina. Això últim és relatiu, ja que els treballadors domèstics manquen, la majoria de vegades, de béns amb què emprendre una vida independent. En el cas dels treballadors domèstics emigrants, els seus drets estan molt restringits, ja que estan sotmesos al permís de treball o permís de residència i visats.

## Feines domèstiques
Els treballadors domèstics tenen com a principal tasca tenir cura de la llar i els seus membres. Entre les tasques específiques hi ha el rentat, el planxat, la compra d'aliments, acompanyar el cap de la família als magatzems, cuinar aliments i la neteja de la casa. També fan mandats i passegen el gos de la família. Per a molts treballadors domèstics, una gran part de la seva tasca rau en la cura dels nens. Si hi ha persones grans o discapacitades a la casa, els treballadors domèstics també en tenen cura.

## Condicions laborals

### Contracte, Afiliació, alta i baixa a la seguretat social i règim laboral
És obligatòria la signatura del contracte de treball, alta i baixes a la seguretat social i realitzar les comunicacions als serveis nacionals corresponents. Així mateix, la finalització del contracte. Es considera relació laboral del servei de la llar familiar la que concerten l'ocupador (normalment el titular de la llar o el domicili) amb el treballador o empleat domèstic. Al contracte haurà de figurar si és indefinit a temps complet, indefinit a temps parcial, temporal a temps complet o temporal a temps parcial. Si no n'hi ha, el contracte de treball es presumeix concertat per temps indefinit i a jornada completa.

### Cotització a la Seguretat Social i Salaris mínims
Depenent del país, s'estableixen unes cotitzacions relacionades amb el temps de treball i el salari corresponent que pot estar regulat.

### Temps de treball
La jornada màxima setmanal de caràcter ordinari serà la que estableixi la legislació de cada país. Acostuma a ser una màxima de quaranta hores de treball efectiu. Els empleats de la llar tenen dret a un descans setmanal. El treballador té dret a tenir festes i permisos. El període de vacances anuals serà l'establert a cada país, sent la regla els trenta dies naturals, que es podrà fraccionar en dos o més períodes, si bé almenys un serà com a mínim de quinze dies naturals consecutius.

### Assegurança de desocupació
La legislació de cada país ha d'establir la quantia de l'assegurança d'atur perquè els treballadors domèstics els pugui cobrar quan aquests finalitzin el contracte o siguin acomiadats tenint en compte el temps de cotització.

### Treballadors interns: hostatge i uniforme
Històricament els treballadors domèstics vivien a les llars dels seus ocupadors. L'evolució social ha reduït en bona part aquesta circumstància que encara roman per tenir cura de gent gran, en grans mansions i en alguns països subdesenvolupats. Viure a casa de l'ocupador en principi facilitava sostre i aliments però, moltes vegades, es convertia en l'únic pagament o recompensa al treballador domèstic, sobretot quan eren nens o nenes o adolescents.
Als domicilis urbans les treballadores domèstiques internes han arribat a dormir a la cuina, a quarts sense finestra ni ventilació -destinats a altres fins- o en habitacles aliens a l'habitatge principal, normalment localitzats al soterrani o a l'àtic. Les condicions de treball de les treballadores internes, en molts casos, freguen l'esclavatge.
L'exigència que el treballador domèstic faci servir un uniforme o una altra indumentària específica per part de l'ocupador pot existir o no, segons el costum de cada país i de cada sector social. Si se'ls requereix uniforme, aquest és en general simple, i té orígens al segle XIX i començaments del segle xx. Les empleades en general usen un vestit de serventa, consistent en un vestit llarg, simple de color fosc i amb un davantal; o amb un conjunt de faldilla negra i brusa blanca o bé poden portar una bata i un davantal; i sabates negres. En el cas dels servents barons i majordoms consisteix en un vestit simple, amb una camisa blanca, de vegades amb una corbata, també poden portar una bata.

## Treballadors domèstics a l'estat espanyol i a Catalunya
Actualment a l'estat espanyol hi ha 600.000 treballadors domèstics dels quals el 86,4% són dones i el 13,6% són homes. Pràcticament una tercera part no estan donades d'alta a la seguretat social (un 30,65%). De les que si ho estan, una mica més del 50% són estrangeres. De les que no cotitzen, el percentatge d'estrangeres encara és més gran, i viuen en condicions més vulnerables si estan en situació irregular.
Fins no fa tant no es considerava les empleades domèstiques part plenament integrada al mercat laboral, de fet, són objecte d'una diferent regulació, amb pitjors drets i prestacions, com ara l'accés al atur, les garanties davant de l'acomiadament, la cobertura de la situació de incapacitat laboral, el compliment d'horaris i temps de lliurament o la remuneració d'hores extraordinàries. Tot això depenent més de la bona voluntat de les famílies contractants que d'un sistema de drets. Per a moltes les condicions de treball presenten moltes mancançes i queden fora de l'acció general de la Inspecció de Treball. Dos dels conflictes més greus que afronten aquestes treballadores, i que són part de les principals reivindicacions de les associacions del col·lectiu, són la manca de reconeixement de malalties professionals i la desprotecció davant de comportaments d'assetjament sexual.

Pel que fa a Catalunya hi ha 80.000 treballadors domèstics i 24.000 ho fan sense contracte de treball. El Departament de Treball de la Generalitat de Catalunya, va quantificar que el sou mitjà en aquesta professió era el 2021 de 858 euros bruts al mes, gairebé un 60% inferior al sou mitjà entre la resta de treballadors i per sota del salari mínim interprofessional (965 euros, en 14 pagues). Un 50% d'aquests treballadors/es han nascut a l'estranger

## Tipus de treballadors domèstics
- Amanuense
- Au-pair
- Bugadera
- Cotxer
- Cuiner
- Cambrer
- Dama de companyia
- Dida
- Entrenador personal
- Jardiner
- Lacai
- Mainadera
- Majordom
- Mestressa de casa
- Minyona
- Palafrener
- Passejador de gossos
- Patge
- Postilló
- Vigilant de seguretat
- Xofer